# Jessica Mruzik
Jessica Ann Mruzik (Livonia, 15 giugno 2002) è una pallavolista statunitense, schiacciatrice della LOVB Houston.

## Carriera

### Club
La carriera di Jessica Mruzik inizia nei tornei scolastici del Michigan, ai quali partecipa con la Mercy HS, e parallelamente è impegnata anche a livello giovanile con la formazione del Legacy. Gioca poi nella lega universitaria NCAA Division I, dove dal 2020 al 2022 indossa la casacca della Michigan: si trasferisce poi alla Penn State, militandovi dal 2023 al 2024 e aggiudicandosi diversi riconoscimenti individuali, chiudendo la sua carriera universitaria con la vittoria del titolo nazionale, impreziosito dai riconoscimenti di miglior giocatrice sia della fase regionale che della Final four.
Inizia la sua carriera da professionista partecipando alla League One Volleyball 2025 con la LOVB Houston, con la quale vince la LOVB Classic e viene inserita nella prima squadra delle LOVB Icons.

### Nazionale
Fa parte della nazionale statunitense under 18 che si aggiudica l'oro prima al campionato nordamericano 2018, dove viene premiata come MVP e miglior schiacciatrice, e poi al campionato mondiale 2019, ripetendosi come miglior giocatrice del torneo.
Nel 2024 debutta in nazionale maggiore in occasione della NORCECA Final Six, dove vince la medaglia d'argento.

## Palmarès

### Club
- NCAA Division I: 1

2024
- LOVB Classic: 1

2025

### Nazionale (competizioni minori)
- Campionato nordamericano under 18 2018
- Campionato mondiale under 18 2019
- NORCECA Final Six 2024

### Premi individuali
- 2018 - Campionato nordamericano under 18: MVP
- 2018 - Campionato nordamericano under 18: Miglior schiacciatrice
- 2018 - Campionato mondiale under 18: MVP
- 2023 - All-America Second Team
- 2024 - All-America First Team
- 2024 - NCAA Division I: State College Regional MVP
- 2024 - NCAA Division I: Louisville National MVP
- 2025 - League One Volleyball: LOVB Icons First Team